# دون فلمنج (موسيقي)
دون فلمنج (بالإنجليزية: Don Fleming)‏ هو موسيقي ومغني وكاتب أغاني ومنتج أسطوانات أمريكي، ولد في 25 سبتمبر 1957 في فالدوستا في الولايات المتحدة.

## وصلات خارجية
- دون فلمنج على موقع IMDb (الإنجليزية)
- دون فلمنج على موقع ميوزك برينز (الإنجليزية)
- دون فلمنج على موقع أول ميوزيك (الإنجليزية)
- دون فلمنج على موقع ديسكوغز (الإنجليزية)
- دون فلمنج على موقع قاعدة بيانات الفيلم (الإنجليزية)